# Denise Benda

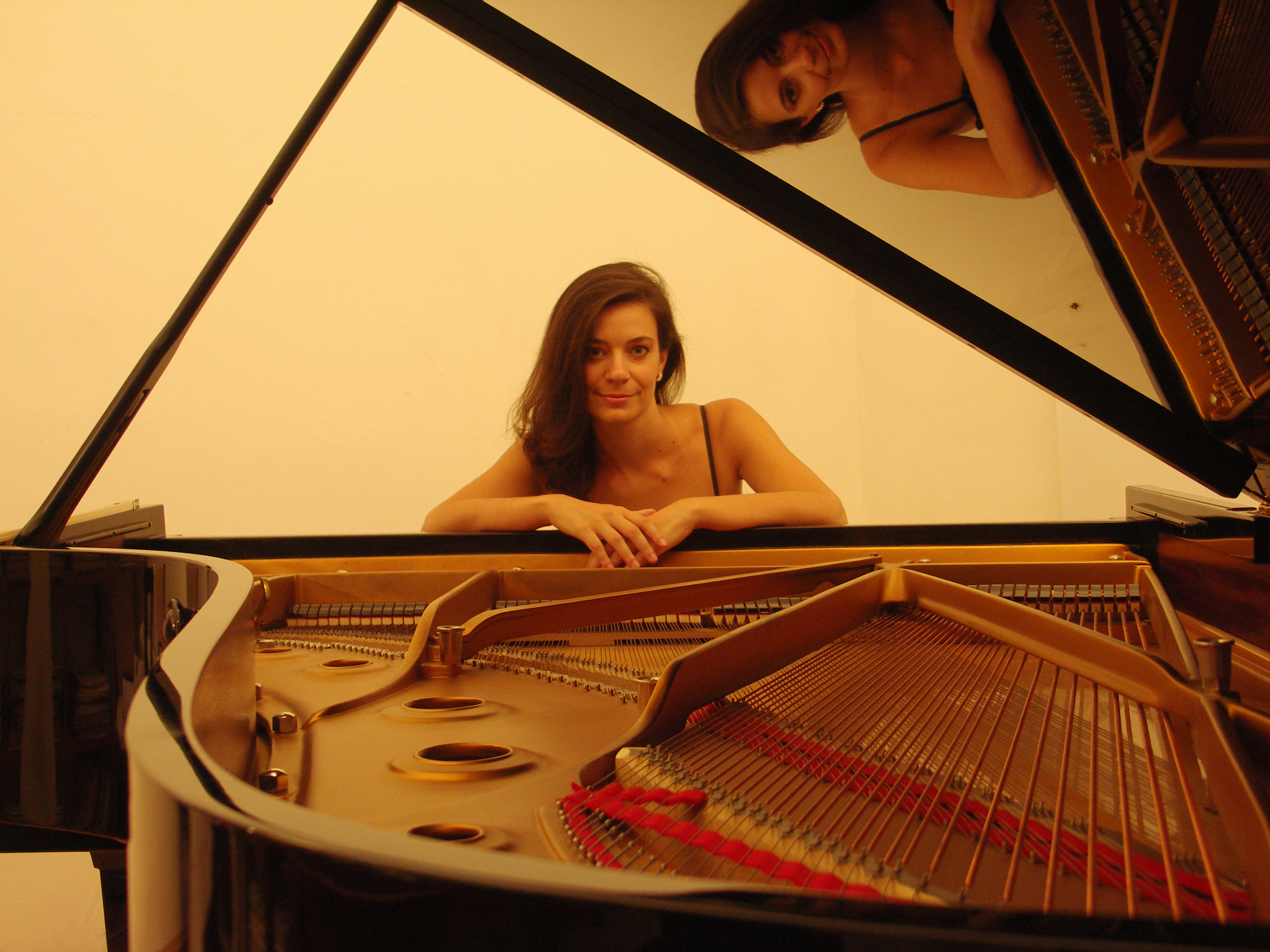
Denise Benda, 2006

Denise Benda (* 1972 in São Paulo, Brasilien) ist eine Pianistin und Klavierpädagogin.

## Biographie
Denise Benda entstammt als Tochter des Pianisten Sebastian Benda und der Pianistin Luzia Dias Benda der seit dem 19. Jahrhundert aktiven Musikerfamilie Benda. Nach erstem Unterricht bei ihrer Mutter studierte sie zunächst an der Universität für Musik Graz bei ihrem Vater. Dem schlossen sich Studien bei Paul Badura-Skoda an der Musikuniversität Wien, Rudolf Buchbinder an der Basler Hochschule und Murray Perahia in der „Britten-Pears School“ in Aldeburgh/England an.
Denise Benda gab Konzerte in 20 Ländern und spielte in Wien, Salzburg, Prag, London, Manchester, Budapest, Rom, Genf, Lyon, Moskau, Osaka als Solistin und Kammermusikerin. Sie arbeitete mit Josef Suk, Evgenia Tchugajeva, Isabelle Faust, ihrem Bruder François Benda oder ihrer Schwester Nancy Benda zusammen. Benda gastierte auf den Festivals Festival Int. De Piano de La Roque d’Anthéron, Dubrovnik Summer Festival, Orford Music Festival in Kanada, Semaine Int. De Blonay Klavier. Seit 2003 leitet sie das „Int. Berengaria Music Festival“ in Zypern. Neben Aufnahmen für Rundfunk und Fernsehen entstanden auch CD-Aufnahmen z. B. für FONO Deutschland.
Benda lehrt seit vielen Jahren als Professorin für Klavierkammermusik an der Konservatorium Wien Privatuniversität.
Unterrichten ist seit jeher wesentlicher Bestandteil ihrer künstlerischen Arbeit, so gibt sie regelmäßig Meisterkurse in Österreich, der Schweiz, Kroatien, Taiwan, Japan, Brasilien und Argentinien.
Seit 2012 hat sie eine Professur für Kammermusik an der Hochschule für Musik Würzburg inne.

## Diskografie
- Clarinette à la Carte. Denise Benda (Klavier); François Benda (Klarinette), FSM 10/1995, EAN 4011407972209